# Мохнатинська сільська рада
Мохна́тинська сільська́ ра́да — орган місцевого самоврядування у Чернігівському районі Чернігівської області. Адміністративний центр — село Мохнатин.

## Загальні відомості
Мохнатинська сільська рада утворена в 1954 році.
- Територія ради: 44,12 км²
- Населення ради: 639 осіб (станом на 2001 рік)

## Населені пункти
Сільській раді підпорядковані населені пункти:
- с. Мохнатин
- с. Юр'ївка

## Склад ради
Рада складається з 14 депутатів та голови.
- Голова ради: Юрченко Любов Миколаївна
- Секретар ради: Володій Валентина Вікторівна

### Керівний склад попередніх скликань
| ПІБ                      | Основні відомості                                                 | Дата обрання | Дата звільнення |
| ------------------------ | ----------------------------------------------------------------- | ------------ | --------------- |
| Юрченко Любов Миколаївна | Сільський голова, 1961 року народження, освіта вища, позапартійна | 26.03.2006   | 31.10.2010      |
| Юрченко Любов Миколаївна | Сільський голова, 1961 року народження, освіта вища, позапартійна | 31.10.2010   |                 |

Примітка: таблиця складена за даними джерела

### Депутати
За результатами місцевих виборів 2010 року депутатами ради стали:

#### За суб'єктами висування
| Суб'єкт висування | Кількість обраних депутатів | %    |
| ----------------- | --------------------------- | ---- |
| Самовисування     | 10                          | 71,4 |
| Партія регіонів   | 4                           | 28,6 |

#### За округами
| № округу        | Прізвище, ім'я, по батькові     | Дата визнання обраним | Освіта             | Партійна приналежність | Відомості про обраного депутата                                |
| --------------- | ------------------------------- | --------------------- | ------------------ | ---------------------- | -------------------------------------------------------------- |
| Партія регіонів |                                 |                       |                    |                        |                                                                |
| 2               | Володій Валентина Вікторівна    | 01.11.2010            | середня спеціальна | позапартійна           | Мохнатинська сільська рада, секретар виконкому                 |
| 3               | Загатний Григорій Михайлович    | 01.11.2010            | середня спеціальна | позапартійний          | ТОВ «Шанс», заступник директора                                |
| 5               | Назаренко Михайло Михайлович    | 01.11.2010            | вища               | член Партії регіонів   | пенсіонер                                                      |
| 7               | Масюк Михайло Сергійович        | 01.11.2010            | вища               | позапартійний          | приватний підприємець                                          |
| Самовисування   |                                 |                       |                    |                        |                                                                |
| 1               | Петренко Валентина Іванівна     | 01.11.2010            | вища               | позапартійна           | пенсіонер                                                      |
| 4               | Лисанський Василь Петрович      | 01.11.2010            | середня спеціальна | позапартійний          | тимчасово не працює                                            |
| 6               | Лоза Ніна Олексіїівна           | 01.11.2010            | середня спеціальна | позапартійна           | ОЗВТП «Новоселівське», продавець                               |
| 8               | Навозенко Людмила Євгеніївна    | 01.11.2010            | вища               | позапартійна           | будинок культури, сільський бібліотекар                        |
| 9               | Суховик Валентина Володимирівна | 01.11.2010            | середня спеціальна | позапартійна           | ВАТ"Чернігівське племпідприємство", технік штучного осіменіння |
| 10              | Шибирин Ніна Іванівна           | 01.11.2010            | середня спеціальна | позапартійна           | пенсіонер                                                      |
| 11              | Шкляр Анатолій Васильович       | 01.11.2010            | середня спеціальна | позапартійний          | тимчасово не працює                                            |
| 12              | Бебко Наталія Володимирівна     | 01.11.2010            | середня спеціальна | позапартійна           | Мохнатинська амбулаторія, фельдшер                             |
| 13              | Верезуб Наталія Михайлівна      | 01.11.2010            | середня спеціальна | позапартійна           | Юр'ївський фельдшерський пункт, молодша сестра                 |
| 14              | Герасименко Любов Данилівна     | 01.11.2010            | середня спеціальна | позапартійна           | пенсіонер                                                      |